# 山内北村
山内北村（やまのうちきたそん）は、かつて広島県比婆郡にあった村。現在の庄原市の一部。
政治家の亀井静香は山内北村の農家の生まれである。

## 沿革
- 1889年（明治22年）4月1日 - 町村制施行により恵蘇郡川北村、濁川村、門田村が合併し、山内北村が発足。
- 1898年（明治31年）10月1日 - 郡の統合により比婆郡に属する。
- 1954年（昭和29年）3月31日 - 比婆郡庄原町、高村、本田村、敷信村、山内東村 、山内西村と合併し庄原市を設置して消滅。